# Ergasilus sarsi
Ergasilus sarsi is een eenoogkreeftjessoort uit de familie van de Ergasilidae. De wetenschappelijke naam van de soort is voor het eerst geldig gepubliceerd in 1944 door Capart.